# Dionysios av Fokaia
Dionysios av Fokaia eller Dionysius fokaiern var en fokaisk amiral i antikens Grekland, som var aktiv under Perserkrigen på 400-talet f.Kr. Han ledde den joniska flottan vid slaget vid Lade år 494 f.Kr. Enligt Herodotos förfogade han över en formidabel flotta, men hade pressat sina män så hårt vid förberedelserna inför slaget att de vägrade möta den persiska flottan.
När det joniska förbundets flotta samlats utanför Miletos hamn Lade noterade Dionysios att flottan uppvisade dålig moral och var odisciplinerad. Under ett krigsråd höll han därför ett tal:
"Nu, joner, hänger det nästan som på ett hår för oss, om vi skall vara fria eller slavar, och det till på köpet förrymda slavar. Om ni därför nu vill underkasta er vedervärdigheter, skall ni för ögonblicket få det besvärligt, men ni skall bli i stånd att besegra era fiender och vara fria."
När jonerna fick höra talet utsåg de honom till ledare för flottan, och började snart sätta sina trupper i hårdträning inför slaget. Efter en vecka började det uppstå missämja bland trupperna, särskilt som Dionysios, vars hemort Fokaia bara stod för tre av de 353 skepp som grekerna förfogade över, hade så stort inflytande över flottan.
När slaget inleddes vägrade därför flera av de joniska skeppen att möta perserna, och nästan 120 av de grekiska skeppen övergav slaget, vilket ledde till att den kvarvarande flottan förintades och perserna erövrade Miletos. Dionysios själv fortsatte att kämpa mot perserna, och sänkte tre krigsskepp innan han tvingades retirera mot slagets slut.
I stället för att efter slaget återvända till Fokaia seglade Dionysios till Fenicien, där han anföll och plundrade ett flertal handelsfartyg innan han bosatte sig på Sicilien. Därifrån ägnade han sig åt sjöröveri mot kartager och tyrsener, men lät grekiska skepp vara.